# 7-ма гвардійська повітрянодесантна дивізія (СРСР)
7-ма гвардійська повітрянодесантна Червоного прапора дивізія (7 гв. ПДД) — військове з'єднання повітрянодесантних військ Радянського Союзу, що існувало у 1948—1992 роках. Брала участь у придушенні повстань в Угорщині та Чехословаччині.
Після розпаду СРСР у 1992 році увійшла до складу Збройних сил Російської Федерації і згодом була переформована як 7-ма десантно-штурмова дивізія.

## Історія
Після розпаду СРСР у 1992 році увійшла до складу Збройних сил Російської Федерації і згодом була переформована як 7-ма десантно-штурмова дивізія.

## Командування
- ген.-полковник Калінін Микола Васильович
- ген.-лейтенант Ачалов Владислав Олексійович